# Hongghor
| Mongolische Bezeichnung            | Mongolische Bezeichnung |
| ---------------------------------- | ----------------------- |
| Mongolische Schrift:               | ᠬᠤᠩ‍ᠭᠤᠷ ᠰᠤᠮᠤ              |
| Transliteration:                   | hongɣor sumu            |
| Offizielle Transkription der VRCh: | Hongɣor Sumu            |
| Kyrillische Schrift:               | Хонгор Сум              |
| ISO-Transliteration:               | Hongor sum              |
| Transkription:                     | Chongor sum             |
| Chinesische Bezeichnung            |                         |
| Traditionell:                      | 紅格爾蘇木              |
| Vereinfacht:                       | 红格尔苏木              |
| Pinyin:                            | Hónggé’ěr Sūmù          |
| Wade-Giles:                        | Hung-ko-erh Su-mu       |

Der Sum Hongghor (Mongolisch für „Liebling“) liegt im Norden des Dörbed-Banners, das zum Verwaltungsgebiet der Stadt Ulanqab im Autonomen Gebiet Innere Mongolei der Volksrepublik China gehört. Der Sum hat eine Fläche von 3917 km², davon 3880 km² Grasland, wovon wiederum 90 % als Weidefläche genutzt werden können.
Im Jahr 2018 hatte der Sum rund 6700 registrierte Einwohner, ein Drittel davon Mongolen, wovon allerdings nur knapp 2300 ständig dort lebten. Der Rest war als Student, Wanderarbeiter etc. woanders unterwegs.

## Geschichte
Der Hongghor-Sum wurde in seiner heutigen Form 1956 gegründet. 1958 wurde er in die Volkskommune Hongghor (红格尔公社) umgewandelt, die 1984 im Zuge der Reform- und Öffnungspolitik aufgelöst und wieder in einen Sum umgewandelt wurde. Der Verwaltungssitz des Sum befand sich im Dorf Damiao (大庙村, „Dorf beim großen Kloster“), das damals aus einigen Häusern südlich des Šira-Mören-Klosters bestand. Später wurde das Dorf mit dem umliegenden Weideland zusammengefasst und daraus das Gaqaa Han Uula gebildet. Der Name bedeutet im Mongolischen „Königsberg“ und bezeichnet den Berg, an dessen Südflanke das Kloster liegt.

## Administrative Gliederung
Der Sum Hongghor setzt sich aus acht Gaqaa zusammen.
Diese sind:
- Gaqaa Ar Dars (阿日德力素嘎查 ᠠᠷᠤ᠎ᠳᠠᠷᠠᠰᠤᠭᠠᠴᠠᠭ᠎ᠠ)
- Gaqaa Bayan Huva (白音花嘎查 ᠪᠠᠶᠠᠨ᠎‍‌᠍᠎‍‌᠍ᠬᠤᠸᠠᠭᠠᠴᠠᠭ᠎ᠠ)
- Gaqaa Dabhur (打忽拉嘎查 ᠎‍‌᠍ᠳᠠᠪᠬᠤᠷᠭᠠᠴᠠᠭ᠎ᠠ)
- Gaqaa Haibozi (海卜子嘎查 ᠬᠠᠢ᠎‍‌᠍ᠪᠥ᠋᠎‍‌᠍ᠽᠢᠭᠠᠴᠠᠭ᠎ᠠ)
- Gaqaa Han Uula (瀚乌拉嘎查 ᠬᠠᠨ᠎ᠠᠭᠤᠯᠠᠭᠠᠴᠠᠭ᠎ᠠ), Verwaltungssitz des Sum
- Gaqaa Hongghor(红格尔嘎查 ᠎ᠬᠤᠩ‍ᠭᠤᠷᠭᠠᠴᠠᠭ᠎ᠠ)
- Gaqaa Nomughan (脑木更嘎查 ᠎ᠨᠤᠮᠤᠭᠠᠨᠭᠠᠴᠠᠭ᠎ᠠ)
- Gaqaa Öbör Us (乌布利乌斯嘎查 ᠦᠪᠤᠷ᠎ᠤᠰᠤᠭᠠᠴᠠᠭ᠎ᠠ)[8]

## Šira-Mören-Kloster
Das Šira-Mören-Kloster (ᠰᠢᠷ ᠠ᠎ᠮᠥᠷᠠᠨ᠎‍‌᠍ᠰᠥᠮ ᠠ᠎᠎ „Kloster am gelbfarbenen Fluss“) 62 km nordwestlich der Bannerhauptstadt Ulan Huva, auf dem Gebiet des Gaqaa Han Uula, wurde 1758 auf Initiative von Lobsang Tenpe Lhagyel erbaut. Der erste in einer Reihe von sechs Trülku bzw. Kuutuktu des Klosters stammte aus der Familie der Doroi Beile, der Erbprinzen des Dörbed-Banners, und hatte in Tibet Theologie studiert. Nach seiner Rückkehr in die Heimat regte er den Bau des Klosters an, um unter der dem Schamanismus anhängenden Bevölkerung den Lamaismus zu verbreiten.
Der namengebende „gelbfarbene Fluss“ ist der 316 km lange Tabu Ghool (ᠳᠠᠪᠤᠨ᠎ᠭᠤᠤᠯ), der im Nordosten des Kreises Guyang, Stadt Baotou, entspringt, das Dörbed-Banner von Süden nach Norden durchfließt und dann im Norden des Bannergebiets in den Hoh Nor (ᠺᠥᠺᠠ᠎ᠨᠠᠭᠤᠷ) mündet.
Die Missionsbestrebungen wurden von der mandschurischen Zentralregierung unterstützt; im Jahr 1796 verlieh Kaiser Aisin Gioro Yongyan dem Kloster gleich nach seinem Regierungsantritt den Ehrennamen „Hotal Uyalduu Süme“ (ᠬᠤᠳᠠᠯᠠ᠎‍‌᠍᠎‍‌᠍ᠤᠶᠠᠯᠳᠤᠭᠤ᠎‍‌᠍᠎‍‌᠍ᠰᠥᠮ ᠠ bzw. 普和寺, also „Kloster der Allumfassenden Harmonie“). Zu seinen besten Zeiten im 19. Jahrhundert verfügte das Kloster über fünf Haupthallen, vier Abteilungen, die die Einnahmen verwalteten, und mehr als 360 Mönchszellen. Das Kloster war für die Aufsicht über die lamaistischen Aktivitäten im Zentrum und im Osten der Inneren Mongolei sowie in einigen Gebieten Qinghais zuständig. An hohen Feiertagen kamen mehr als 1400 Lamas in das Šira-Mören-Kloster, um an den Zeremonien teilzunehmen. Der sechste Kuutuktu, Galsan Thubden Yeshe Jamsu, der im Juli 2019 noch am Leben war, wurde 1938 im Gebiet des Dörbed-Banners geboren und trat 1943 mit fünf Jahren ins Kloster ein. Als im April 1957 der Landesverband Innere Mongolei der Buddhistischen Vereinigung (中国佛教协会内蒙古自治区分会) gegründet wurde, wurde er dort Mitglied, außerdem war er stellvertretender Vorsitzender der Politischen Konsultativkonferenz des Dörbed-Banners. Nach der Gründung der Chinesischen Akademie der Tibetischen Sprache für Höhere Buddhistische Studien 1987 studierte er dort und erwarb einen Abschluss in Theologie.
Der Betrieb des Klosters lief bis 1968 regulär weiter, mit zahlreichen Pilgern. Im Zuge der Kulturrevolution wurde die Anlage dann jedoch stark zerstört, nur drei der Haupthallen blieben übrig; Galsan Thubden arbeitete bis zur Wiedereröffnung des Klosters als Direktor des Krankenhauses des damaligen Jirghalangtu-Sum im Dörbed-Banner (nicht zu verwechseln mit dem gleichnamigen Sum im Abag-Banner des Xilin-Gol-Bundes). 1985 finanzierte die Regierung des Dörbed-Banners die Renovierung der drei Hallen. Außerdem gibt es heute noch einen großen Vierseithof mit der Klosterverwaltung, Unterkünften, Küche und Speisesaal sowie einen Chörten im tibetischen Stil.

## Landeplatz der Strategischen Kampfunterstützungstruppe
Die Rückkehrsatelliten der 1970er und 1980er Jahre, die in gewisser Weise Vorstudien für die Landekapseln bemannter Raumschiffe darstellten, landeten zwar mit einer Ausnahme alle in China, aber an verschiedenen, nicht immer wunschgemäßen Orten.
Für das 1992 gestartete bemannte Raumfahrtprogramm der Volksrepublik China wurde dann jedoch ein speziell ausgewiesener Landeplatz mit einer eigenen Infrastruktur gesucht. Der Landeplatz musste folgende Bedingungen erfüllen:
1. Ebenes Terrain mit einer Hangneigung, die bis in eine relativ weite Entfernung vom Zielpunkt 15° nicht überschreitet; nahe am Zielpunkt durfte sich eine Rückkehrkapsel nach der Landung nicht mehr als fünfmal überschlagen;
2. Relativ weite Entfernung von den Landesgrenzen, sodass die Rückkehrkapsel selbst bei größtem anzunehmendem Fehler nicht im Ausland niederging;
3. Niedrige Bevölkerungsdichte; Häuser und Bäume durften nur ein Promille der Gesamtfläche ausmachen;
4. In der Nähe des Landegebiets durfte sich keine Kreisstadt, der Verwaltungssitz eines Banners oder Städte noch höherer administrativer Ebene befinden, keine großen oder auch nur mittlere Industriebetriebe oder Bergwerke, keine wichtigen militärischen Einrichtungen, keine Hochspannungsleitungen mit mehr als 110 kV und keine wichtigen Eisenbahnstrecken;
5. Radarstationen mussten freie Sicht nach Südwesten haben, um den konkreten Landepunkt präzise bestimmen zu können.[15]

Aufgrund der ersten und dritten Bedingung boten sich nur die Wüsten und Steppen im Westen des Landes an. Nachdem die Verantwortlichen des Landeplatzsystems auf Dienstreisen von insgesamt mehreren zehntausend Kilometern verschiedene Standorte inspiziert hatten, fiel die Wahl schließlich auf ein 2000 km² großes Gebiet in der Amghulang-Steppe – mehr als die Hälfte der Gesamtfläche des Sum.
Das Gebiet liegt etwa 60 km nördlich der Bannerhauptstadt Ulan Huva, südöstlich des Šira-Mören-Kloster auf 1000–1200 m über dem Meeresspiegel. Es besteht aus Sand und spärlichem Gras, es herrscht das ganze Jahr über weitgehend trockenes Wetter und es gibt weder Flüsse noch Seen, in die eine Landekapsel fallen könnte.
Für die Bergungsmannschaften – bei bemannten Landungen mehr als 300 Soldatinnen und Soldaten – wurde am südöstlichen Dorfrand von Damiao ein dreistöckiges Gebäude gebaut, mit einer Wetterstation und Landeplätzen für acht Hubschrauber an der Südseite des Gebäudes. Diese sind dort jedoch nur bei bevorstehenden Landungen stationiert, ebenso wie der Großteil des Personals. In Zeiten wenn keine Raumflugkörper landen, leben nur 12 Personen auf der Basis. Die Mobile Raumfahrzeugüberwachung und Bergung wurde 1969 als eine Abteilung des heutigen Satellitenkontrollzentrums Xi’an der Strategischen Kampfunterstützungstruppe gegründet, ein Jahr bevor Chinas erster Satellit Dong Fang Hong I gestartet war. Mittlerweile ist die Einheit auf etwa 10.000 Soldaten und Zivilangestellte angewachsen. Diese haben jedoch nur zum Teil mit dem Landeplatz in Hongghor zu tun, sondern sind auch am Ostwind-Landeplatz beim Kosmodrom Jiuquan und an den diversen Notlandeplätzen eingesetzt.

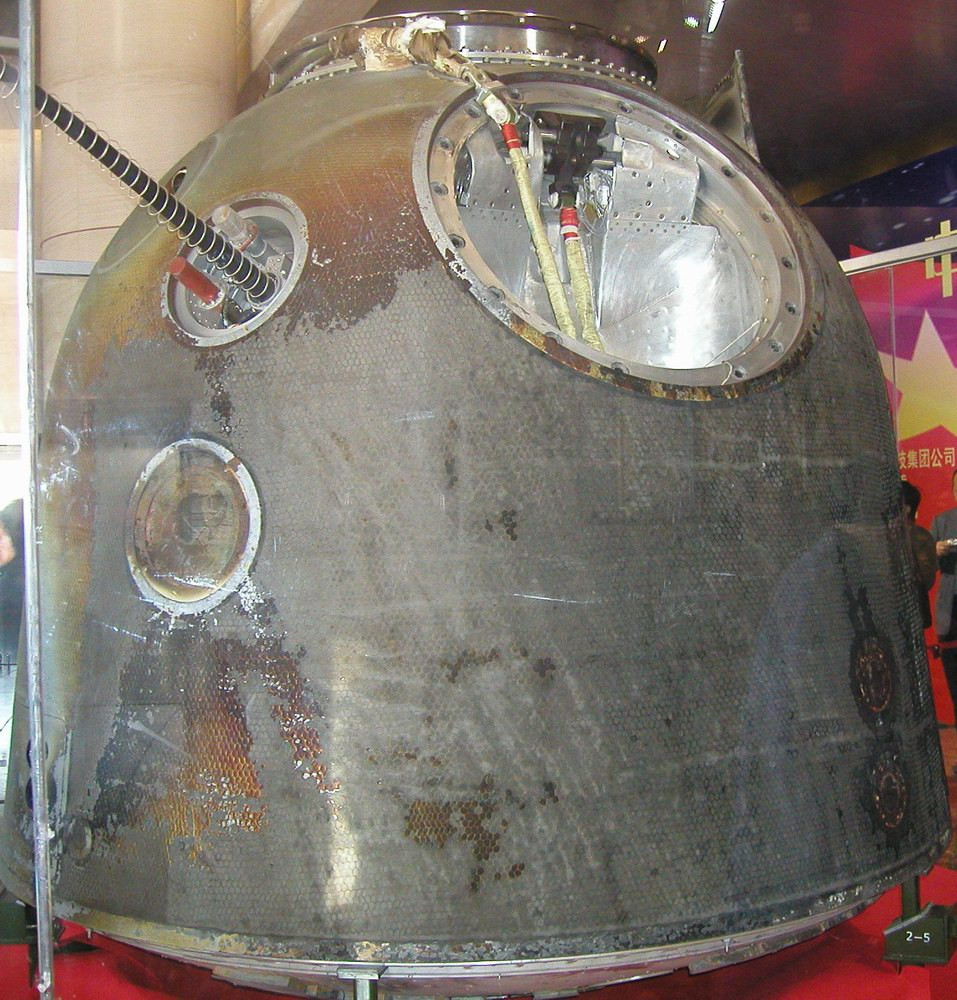
Rückkehrkapsel von Shenzhou 5

Anlässlich der Mission Shenzhou 6, bei der nicht nur im Orbitalmodul des Raumschiffs, sondern auch in der Rückkehrkapsel wissenschaftliche Nutzlasten mitgeführt wurden, wurde ab Oktober 2004 eine Straße von Ulan Huva nach Damiao gebaut, die die Fahrtzeit von mehr als zwei Stunden auf 40 Minuten verkürzte. Am 15. September 2005, knapp einen Monat vor dem Start des Raumschiffs, war die Straße fertiggestellt. Dies ermöglichte es, die Nutzlasten rasch nach Ulan Huva und letztendlich Hohhot zu bringen. Gleichzeitig erleichterte die Straße Pilgern und Touristen den Besuch des Klosters und trug somit zur Förderung der örtlichen Wirtschaft bei.
Bis einschließlich 2016 landeten neun der bis dahin elf Rückkehrkapseln von Shenzhou-Raumschiffen in der Amghulang-Steppe; nur Shenzhou 2 und Shenzhou 11 wurden vom Wind auf das Gebiet benachbarter Banner getragen.
Üblicherweise erfolgt die Landung bei Tageslicht. Bei der Wiedereintrittskapsel der Mondsonde Chang’e 5 ließ sich jedoch aus bahnmechanischen Gründen eine nächtliche Landung nicht vermeiden – da die Mission im Dezember stattfand, bei −20 °C. Daher begaben sich die Mannschaften lange vor der Landung nach Damiao und führten eine Reihe von großangelegten Manövern durch: drei reguläre Nachtübungen, eine Nachtübung in Tiefschnee und extremer Kälte, eine Übung mit großem Suchradius unter der Annahme, dass die Kapsel vom geplanten Weg abgewichen war, und drei Großübungen des gesamten Landeplatzsystems. Anders als bei bemannten Landungen, wo der Hubschraubertrupp zuerst bei der Kapsel eintrifft, das Gebiet absperrt und dann, während die Außenwand der Kapsel von ursprünglich 1000 °C auf Umgebungstemperatur abkühlt, auf das Eintreffen des Kraftfahrzeugtrupps wartet, der den Raumfahrern beim Aussteigen behilflich ist, arbeiteten bei der Mission Chang’e 5 beide Trupps unabhängig voneinander. Neben den Geländefahrzeugen führten auch die Hubschrauber ein dreilagiges „Nachthemd“ für die Kapsel mit, um sie so schnell wie möglich vor der Kälte zu schützen.
Da im Laufe der Jahre die Bevölkerungsdichte im Dörbed-Banner und den umliegenden Gebieten zunahm, und um eine optimale medizinische Versorgung der von Langzeitaufenthalten auf der Chinesischen Raumstation zurückkehrenden Raumfahrer sicherzustellen, wurde 2021 nach einem erfolgreichen Test bei der Mission Shenzhou 12 der Ostwind-Landeplatz unweit des Kosmodroms Jiuquan – bislang nur ein Ausweichlandeplatz – zum neuen Primärlandeplatz für bemannte Missionen erklärt.
Der alte Landeplatz wird immer noch als Reserve bereitgehalten, das Gebäude mit den Hubschrauberlandeplätzen wird weiterhin gewartet. Als Regel gilt jedoch, dass die Raumfahrer, sofern es die Ressourcen erlauben, bei schlechtem Wetter in der Nähe des Kosmodroms lieber einige Tage länger in der Raumstation bleiben und nur bei Notfällen im Dörbed-Banner landen sollen.